# فرودگاه آبی گرانیتهیل لیک
فرودگاه آبی گرانیتهیل لیک (به انگلیسی: Granitehill Lake Water Aerodrome) یک فرودگاه خصوصی است که یک باند فرود آب دارد. این فرودگاه در کشور کانادا قرار دارد و در ارتفاع ۳۶۶ متری از سطح دریا واقع شده‌است.